# Middle European League 2021-2022 (maschile)
La Middle European League 2021-2022, 17ª edizione della Middle European League di pallavolo maschile, si è svolta dal 30 settembre 2021 al 20 febbraio 2022: al torneo hanno partecipato nove squadre di club appartenenti a federazioni afferenti alla MEVZA e la vittoria finale è andata per la dodicesima volta, la quarta consecutiva, all'ACH Volley.

## Regolamento

### Formula
La formula ha previsto:
- Fase a gironi, disputata con girone all'italiana, con gare di andata e ritorno, per un totale di diciotto giornate: le prime tre classificate e la formazione organizzatrice della Final Four (nel caso in cui sia stata tra le prime tre classificate, si è qualificata la quarta classificata) hanno avuto accesso alla Final Four.
- Final Four, disputata con semifinali, finale per il terzo posto e finale, giocate con gara unica[2].

### Criteri di classifica
Se il risultato finale è stato di 3-0 o 3-1 sono stati assegnati 3 punti alla squadra vincente e 0 a quella sconfitta, se il risultato finale è stato di 3-2 sono stati assegnati 2 punti alla squadra vincente e 1 a quella sconfitta.
L'ordine del posizionamento in classifica è stato definito in base a:
- Numero di partite vinte;
- Punti;
- Ratio dei set vinti/persi;
- Ratio dei punti realizzati/subiti;
- Risultati degli scontri diretti[2].

## Squadre partecipanti
| - Aich/Dob - Graz - Raiffeisen Waldviertel - HAOK Mladost - Spartak Myjava - VKP Bratislava - ACH Volley - Kamnik - Maribor |

## Torneo

### Fase a gironi

#### Risultati
Prima giornata
| 30 settembre 2021 Raiffeisen Sportpark, Graz Durata: 2h:09 - Spettatori: 297       | Graz           | 2 - 3 | Raiffeisen Waldviertel | 23-25, 18-25, 25-23, 25-20, 10-15 |
| 28 gennaio 2022 Dom odbojke Bojan Stranić, Zagabria Durata: 1h:43 - Spettatori: 50 | HAOK Mladost   | 1 - 3 | ACH Volley             | 23-25, 29-27, 20-25, 16-25        |
| 2 ottobre 2021 Športna dvorana, Kamnik Durata: 2h:10 - Spettatori: 0               | Kamnik         | 1 - 3 | Maribor                | 34-32, 18-25, 24-26, 23-25        |
| 1º ottobre 2021 Mestská športová hala, Myjava Durata: 1h:44 - Spettatori: 125      | Spartak Myjava | 1 - 3 | VKP Bratislava         | 21-25, 17-25, 26-24, 27-29        |

Seconda giornata
| 6 ottobre 2021 Stadthalle Zwettl, Zwettl-Niederösterreich Durata: 1h:20 - Spettatori: 225 | Raiffeisen Waldviertel | 3 - 0 | VKP Bratislava | 25-22, 25-23, 25-22        |
| 6 ottobre 2021 Dvorana Tabor, Maribor Durata: 1h:32 - Spettatori: 100                     | Maribor                | 3 - 1 | Spartak Myjava | 25-12, 23-25, 25-12, 25-21 |
| 9 ottobre 2021 Hala Tivoli, Lubiana Durata: 1h:46 - Spettatori: 110                       | ACH Volley             | 3 - 1 | Kamnik         | 20-25, 25-19, 25-19, 25-22 |
| 10 ottobre 2021 Raiffeisen Sportpark, Graz Durata: 1h:05 - Spettatori: 487                | Graz                   | 0 - 3 | Aich/Dob       | 15-25, 19-25, 18-25        |

Terza giornata
| 9 novembre 2021 JUFA Arena, Bleiburg Durata: 1h:14 - Spettatori: 146                | Aich/Dob       | 3 - 0 | Raiffeisen Waldviertel | 25-19, 25-15, 28-26        |
| 27 novembre 2021 Dom odbojke Bojan Stranić, Zagabria Durata: 0h:58 - Spettatori: ?  | HAOK Mladost   | 3 - 0 | Graz                   | 25-16, 25-17, 25-13        |
| 20 ottobre 2021 Mestská športová hala, Myjava Durata: 1h:35 - Spettatori: 70        | Spartak Myjava | 1 - 3 | ACH Volley             | 19-25, 17-25, 25-20, 21-25 |
| 13 ottobre 2021 Športová hala Dom športu, Bratislava Durata: 1h:38 - Spettatori: 40 | VKP Bratislava | 1 - 3 | Maribor                | 20-25, 23-25, 25-23, 12-25 |

Quarta giornata
| 20 ottobre 2021 Stadthalle Zwettl, Zwettl-Niederösterreich Durata: 1h:45 - Spettatori: 235 | Raiffeisen Waldviertel | 1 - 3 | Maribor        | 23-25, 25-23, 14-25, 19-25        |
| 5 gennaio 2022 Hala Tivoli, Lubiana Durata: 1h:10 - Spettatori: 25                         | ACH Volley             | 3 - 0 | VKP Bratislava | 25-14, 25-22, 25-17               |
| 5 dicembre 2021 Raiffeisen Sportpark, Graz Durata: 1h:02 - Spettatori: ?                   | Graz                   | 0 - 3 | Kamnik         | 17-25, 15-25, 17-25               |
| 23 ottobre 2021 JUFA Arena, Bleiburg Durata: 1h:55 - Spettatori: 218                       | Aich/Dob               | 2 - 3 | HAOK Mladost   | 25-12, 25-20, 21-25, 19-25, 11-15 |

Quinta giornata
| 13 gennaio 2022 Dom odbojke Bojan Stranić, Zagabria Durata: 1h:25 - Spettatori: ? | HAOK Mladost   | 3 - 0 | Raiffeisen Waldviertel | 25-22, 26-24, 29-27               |
| 20 ottobre 2021 Športna dvorana, Kamnik Durata: 1h:57 - Spettatori: ?             | Kamnik         | 2 - 3 | Aich/Dob               | 21-25, 25-22, 17-25, 25-22, 12-15 |
| 31 ottobre 2021 Mestská športová hala, Myjava Durata: 1h:02 - Spettatori: ?       | Spartak Myjava | 3 - 0 | Graz                   | 25-17, 25-19, 25-11               |
| 30 ottobre 2021 Dvorana Tabor, Maribor Durata: 1h:42 - Spettatori: ?              | Maribor        | 1 - 3 | ACH Volley             | 25-21, 24-26, 15-25, 17-25        |

Sesta giornata
| 13 ottobre 2021 Stadthalle Zwettl, Zwettl-Niederösterreich Durata: 1h:09 - Spettatori: 209 | Raiffeisen Waldviertel | 0 - 3 | ACH Volley     | 13-25, 21-25, 14-25        |
| 6 novembre 2021 Raiffeisen Sportpark, Graz Durata: 1h:24 - Spettatori: 270                 | Graz                   | 3 - 0 | VKP Bratislava | 25-21, 25-20, 25-19        |
| 6 novembre 2021 JUFA Arena, Bleiburg Durata: 1h:16 - Spettatori: 250                       | Aich/Dob               | 3 - 0 | Spartak Myjava | 25-21, 25-16, 25-21        |
| 6 novembre 2021 Dom odbojke Bojan Stranić, Zagabria Durata: 1h:48 - Spettatori: 30         | HAOK Mladost           | 1 - 3 | Kamnik         | 25-16, 28-30, 20-25, 16-25 |

Settima giornata
| 14 dicembre 2021 Športna dvorana, Kamnik Durata: 1h:18 - Spettatori: 20            | Kamnik         | 3 - 0 | Raiffeisen Waldviertel | 25-23, 25-22, 25-23        |
| 1º febbraio 2022 Mestská športová hala, Myjava Durata: 1h:03 - Spettatori: 65      | Spartak Myjava | 0 - 3 | HAOK Mladost           | 22-25, 19-25, 11-25        |
| 29 gennaio 2022 Športová hala Dom športu, Bratislava Durata: 1h:50 - Spettatori: ? | VKP Bratislava | 1 - 3 | Aich/Dob               | 21-25, 25-18, 23-25, 23-25 |
| 13 novembre 2021 Dvorana Tabor, Maribor Durata: 1h:03 - Spettatori: 100            | Maribor        | 3 - 0 | Graz                   | 25-20, 25-15, 25-18        |

Ottava giornata
| 19 novembre 2021 Raiffeisen Sportpark, Graz Durata: 1h:05 - Spettatori: 100        | Graz         | 0 - 3 | ACH Volley     | 20-25, 17-25, 21-25        |
| 20 novembre 2021 JUFA Arena, Bleiburg Durata: 1h:48 - Spettatori: 158              | Aich/Dob     | 1 - 3 | Maribor        | 25-19, 20-25, 20-25, 21-25 |
| 21 novembre 2021 Dom odbojke Bojan Stranić, Zagabria Durata: 1h:52 - Spettatori: ? | HAOK Mladost | 3 - 1 | VKP Bratislava | 27-25, 24-26, 25-22, 25-18 |
| 20 novembre 2021 Športna dvorana, Kamnik Durata: 1h:16 - Spettatori: 50            | Kamnik       | 3 - 0 | Spartak Myjava | 25-20, 31-29, 25-19        |

Nona giornata
| 29 dicembre 2021 Mestská športová hala, Myjava Durata: 2h:04 - Spettatori: ?       | Spartak Myjava | 2 - 3 | Raiffeisen Waldviertel | 23-25, 25-18, 27-25, 24-26, 14-16 |
| 9 febbraio 2022 Športová hala Dom športu, Bratislava Durata: 1h:41 - Spettatori: ? | VKP Bratislava | 2 - 3 | Kamnik                 | 20-25, 13-25, 25-22, 25-23, 9-15  |
| 19 gennaio 2022 Športna dvorana Lukna, Maribor Durata: 1h:42 - Spettatori: 100     | Maribor        | 3 - 1 | HAOK Mladost           | 25-20, 25-20, 22-25, 25-23        |
| 17 novembre 2021 Hala Tivoli, Lubiana Durata: 1h:11 - Spettatori: 30               | ACH Volley     | 3 - 0 | Aich/Dob               | 25-19, 25-21, 25-22               |

Decima giornata
| 3 dicembre 2021 Stadthalle Zwettl, Zwettl-Niederösterreich Durata: 1h:08 - Spettatori: ? | Raiffeisen Waldviertel | 3 - 0 | Graz           | 25-18, 25-22, 25-17        |
| 13 novembre 2021 Hala Tivoli, Lubiana Durata: 1h:37 - Spettatori: 55                     | ACH Volley             | 3 - 1 | HAOK Mladost   | 24-26, 25-19, 25-18, 25-16 |
| 27 ottobre 2021 Dvorana Tabor, Maribor Durata: 1h:40 - Spettatori: 100                   | Maribor                | 3 - 1 | Kamnik         | 19-25, 25-19, 25-22, 25-20 |
| 5 dicembre 2021 Športová hala Dom športu, Bratislava Durata: 1h:10 - Spettatori: ?       | VKP Bratislava         | 0 - 3 | Spartak Myjava | 17-25, 23-25, 16-25        |

Undicesima giornata
| 30 dicembre 2021 Športová hala Dom športu, Bratislava Durata: 1h:20 - Spettatori: ? | VKP Bratislava | 0 - 3 | Raiffeisen Waldviertel | 20-25, 23-25, 24-26               |
| 15 novembre 2021 Mestská športová hala, Myjava Durata: 1h:32 - Spettatori: 85       | Spartak Myjava | 1 - 3 | Maribor                | 17-25, 25-22, 22-25, 20-25        |
| 27 novembre 2021 Športna dvorana, Kamnik Durata: 1h:13 - Spettatori: ?              | Kamnik         | 0 - 3 | ACH Volley             | 19-25, 21-25, 15-25               |
| 11 dicembre 2021 JUFA Arena, Bleiburg Durata: 1h:49 - Spettatori: ?                 | Aich/Dob       | 3 - 2 | Graz                   | 25-20, 25-20, 23-25, 18-25, 15-12 |

Dodicesima giornata
| 17 dicembre 2021 Stadthalle Zwettl, Zwettl-Niederösterreich Durata: 1h:39 - Spettatori: 225 | Raiffeisen Waldviertel | 3 - 1 | Aich/Dob       | 20-25, 27-25, 25-16, 25-18 |
| 18 dicembre 2021 Raiffeisen Sportpark, Graz Durata: 1h:10 - Spettatori: 123                 | Graz                   | 0 - 3 | HAOK Mladost   | 19-25, 15-25, 17-25        |
| 6 gennaio 2022 Hala Tivoli, Lubiana Durata: 1h:04 - Spettatori: 20                          | ACH Volley             | 3 - 0 | Spartak Myjava | 25-13, 25-16, 25-15        |
| 6 febbraio 2022 Športna dvorana Lukna, Maribor Durata: 1h:22 - Spettatori: 80               | Maribor                | 3 - 1 | VKP Bratislava | 25-16, 25-13, 19-25, 25-18 |

Tredicesima giornata
| 3 gennaio 2022 Dvorana Tabor, Maribor Durata: 1h:49 - Spettatori: ?                | Maribor        | 3 - 1 | Raiffeisen Waldviertel | 25-21, 22-25, 28-26, 26-24        |
| 19 ottobre 2021 Športová hala Dom športu, Bratislava Durata: 1h:12 - Spettatori: ? | VKP Bratislava | 0 - 3 | ACH Volley             | 18-25, 20-25, 16-25               |
| 8 gennaio 2022 Športna dvorana, Kamnik Durata: 0h:59 - Spettatori: 30              | Kamnik         | 3 - 0 | Graz                   | 25-15, 25-12, 25-19               |
| 10 gennaio 2022 Dom odbojke Bojan Stranić, Zagabria Durata: 1h:55 - Spettatori: ?  | HAOK Mladost   | 3 - 2 | Aich/Dob               | 25-18, 22-25, 19-25, 25-22, 15-11 |

Quattordicesima giornata
| 14 gennaio 2022 Dom odbojke Bojan Stranić, Zagabria Durata: 1h:13 - Spettatori: ? | Raiffeisen Waldviertel | 0 - 3 | HAOK Mladost   | 19-25, 22-25, 14-25               |
| 5 febbraio 2022 JUFA Arena, Bleiburg Durata: 1h:49 - Spettatori: 126              | Aich/Dob               | 2 - 3 | Kamnik         | 25-17, 21-25, 25-21, 22-25, 12-15 |
| 14 gennaio 2022 Raiffeisen Sportpark, Graz Durata: 1h:09 - Spettatori: ?          | Graz                   | 0 - 3 | Spartak Myjava | 20-25, 20-25, 19-25               |
| 18 dicembre 2021 Hala Tivoli, Lubiana Durata: 1h:09 - Spettatori: 120             | ACH Volley             | 3 - 0 | Maribor        | 25-22, 25-14, 25-22               |

Quindicesima giornata
| 26 gennaio 2022 Hala Tivoli, Lubiana Durata: 1h:02 - Spettatori: 10                | ACH Volley     | 3 - 0 | Raiffeisen Waldviertel | 25-11, 25-17, 25-21              |
| 4 febbraio 2022 Športová hala Dom športu, Bratislava Durata: 1h:38 - Spettatori: ? | VKP Bratislava | 2 - 3 | Graz                   | 25-14, 22-25, 21-25, 25-21, 9-15 |
| 28 gennaio 2022 Mestská športová hala, Myjava Durata: 1h:03 - Spettatori: 70       | Spartak Myjava | 3 - 0 | Aich/Dob               | 25-14, 25-19, 25-17              |
| 22 gennaio 2022 Športna dvorana, Kamnik Durata: 1h:33 - Spettatori: 30             | Kamnik         | 3 - 1 | HAOK Mladost           | 25-15, 23-25, 25-21, 25-14       |

Sedicesima giornata
| 2 febbraio 2022 Stadthalle Zwettl, Zwettl-Niederösterreich Durata: 2h:03 - Spettatori: 175 | Raiffeisen Waldviertel | 2 - 3 | Kamnik         | 26-24, 19-25, 25-22, 23-25, 11-15 |
| 30 gennaio 2022 Dom odbojke Bojan Stranić, Zagabria Durata: 1h:29 - Spettatori: ?          | HAOK Mladost           | 3 - 1 | Spartak Myjava | 23-25, 25-23, 25-16, 25-15        |
| 13 gennaio 2022 JUFA Arena, Bleiburg Durata: 1h:45 - Spettatori: 86                        | Aich/Dob               | 3 - 1 | VKP Bratislava | 23-25, 25-21, 25-20, 25-23        |
| 29 gennaio 2022 Raiffeisen Sportpark, Graz Durata: 1h:24 - Spettatori: 91                  | Graz                   | 1 - 3 | Maribor        | 25-18, 14-25, 19-25, 23-25        |

Diciassettesima giornata
| 24 gennaio 2022 Hala Tivoli, Lubiana Durata: 0h:56 - Spettatori: 20                 | ACH Volley     | 3 - 0 | Graz         | 25-14, 25-17, 25-17              |
| 2 febbraio 2022 Športna dvorana Lukna, Maribor Durata: 1h:43 - Spettatori: 50       | Maribor        | 2 - 3 | Aich/Dob     | 25-18, 21-25, 25-18, 20-25, 6-15 |
| 2 febbraio 2022 Športová hala Dom športu, Bratislava Durata: 1h:08 - Spettatori: 30 | VKP Bratislava | 0 - 3 | HAOK Mladost | 18-25, 17-25, 21-25              |
| 26 gennaio 2022 Mestská športová hala, Myjava Durata: 1h:37 - Spettatori: ?         | Spartak Myjava | 1 - 3 | Kamnik       | 25-17, 20-25, 26-28, 23-25       |

| 9 febbraio 2022 Stadthalle Zwettl, Zwettl-Niederösterreich Durata: 2h:01 - Spettatori: 125 | Raiffeisen Waldviertel | 3 - 2 | Spartak Myjava | 14-25, 25-23, 23-25, 25-20, 16-14 |
| 7 gennaio 2022 Športna dvorana, Kamnik Durata: 1h:11 - Spettatori: 30                      | Kamnik                 | 3 - 0 | VKP Bratislava | 25-15, 25-17, 25-23               |
| 12 febbraio 2022 Dom odbojke Bojan Stranić, Zagabria Durata: 1h:26 - Spettatori: ?         | HAOK Mladost           | 3 - 1 | Maribor        | 25-20, 25-16, 23-25, 25-10        |
| 14 febbraio 2022 JUFA Arena, Bleiburg Durata: 1h:14 - Spettatori: 92                       | Aich/Dob               | 0 - 3 | ACH Volley     | 20-25, 17-25, 20-25               |

##### Classifica
| Pos. | Squadra                | Pt | G  | V  | P  | SV | SP | Ratio | PF    | PS    | Ratio |
| ---- | ---------------------- | -- | -- | -- | -- | -- | -- | ----- | ----- | ----- | ----- |
| 1.   | ACH Volley             | 48 | 16 | 16 | 0  | 48 | 5  | 9,600 | 1 313 | 1 001 | 1,312 |
| 2.   | Maribor                | 37 | 16 | 12 | 4  | 40 | 23 | 1,739 | 1 454 | 1 347 | 1,079 |
| 3.   | HAOK Mladost           | 31 | 16 | 11 | 5  | 38 | 22 | 1,727 | 1 374 | 1 268 | 1,084 |
| 4.   | Kamnik                 | 31 | 16 | 11 | 5  | 38 | 24 | 1,583 | 1 419 | 1 326 | 1,070 |
| 5.   | Aich/Dob               | 24 | 16 | 8  | 8  | 32 | 32 | 1,000 | 1 381 | 1 372 | 1,007 |
| 6.   | Raiffeisen Waldviertel | 19 | 16 | 7  | 9  | 25 | 34 | 0,735 | 1 278 | 1 364 | 0,937 |
| 7.   | Spartak Myjava         | 14 | 16 | 4  | 12 | 22 | 36 | 0,611 | 1 242 | 1 317 | 0,943 |
| 8.   | Graz                   | 7  | 16 | 2  | 14 | 11 | 44 | 0,250 | 1 025 | 1 294 | 0,792 |
| 9.   | VKP Bratislava         | 5  | 16 | 1  | 15 | 12 | 46 | 0,261 | 1 189 | 1 386 | 0,858 |

      Qualificata alla Final Four.
      Organizzatore della Final Four.

### Fase a eliminazione diretta
|  | Semifinali   | Semifinali |              |            | Finale          | Finale          |  |
|  |              |            |              |            |                 |                 |  |
|  | ACH Volley   | 3          |              |            |                 |                 |  |
|  | ACH Volley   | 3          |              |            |                 |                 |  |
|  | Aich/Dob     | 0          |              |            |                 |                 |  |
|  | Aich/Dob     | 0          |              | ACH Volley | 3               |                 |  |
|  |              |            |              | ACH Volley | 3               |                 |  |
|  |              |            | HAOK Mladost | 1          |                 |                 |  |
|  | Maribor      | 1          | HAOK Mladost | 1          |                 |                 |  |
|  | Maribor      | 1          |              |            |                 |                 |  |
|  | HAOK Mladost | 3          |              |            | Finale 3º posto | Finale 3º posto |  |
|  | HAOK Mladost | 3          |              |            |                 |                 |  |
|  |              |            |              |            |                 |                 |  |
|  |              |            |              |            | Aich/Dob        | 3               |  |
|  |              |            |              |            | Aich/Dob        | 3               |  |
|  |              |            |              |            | Maribor         | 0               |  |

#### Semifinali
| 19 febbraio 2022 JUFA Arena, Bleiburg Durata: 1h:17 - Spettatori: 250 | ACH Volley | 3 - 0 | Aich/Dob     | 25-21, 25-18, 25-22        |
| 19 febbraio 2022 JUFA Arena, Bleiburg Durata: 1h:51 - Spettatori: 50  | Maribor    | 1 - 3 | HAOK Mladost | 25-22, 26-28, 21-25, 16-25 |

#### Finale 3º posto
| 20 febbraio 2022 JUFA Arena, Bleiburg Durata: 1h:30 - Spettatori: 376 | Aich/Dob | 3 - 0 | Maribor | 25-21, 25-21, 31-29 |

#### Finale
| 20 febbraio 2022 JUFA Arena, Bleiburg Durata: 1h:40 - Spettatori: 200 | ACH Volley | 3 - 1 | HAOK Mladost | 25-14, 20-25, 25-22, 25-14 |

## Statistiche
| Rendimento individuale | Rendimento individuale | Rendimento individuale | Rendimento individuale |
| Pos.                   | Nome                   | Punti                  | Squadra                |
| ---------------------- | ---------------------- | ---------------------- | ---------------------- |
| 1                      | Ahmed Ikhbayri         | 322                    | Maribor                |
| 2                      | Boris Buša             | 318                    | HAOK Mladost           |
| 3                      | Nikola Ǵorǵiev         | 247                    | ACH Volley             |
| 4                      | Marino Marelić         | 222                    | Aich/Dob               |
| 5                      | Kruno Nikačević        | 212                    | HAOK Mladost           |
| 6                      | Ivan Zeljković         | 207                    | HAOK Mladost           |
| 7                      | Matúš Konc             | 200                    | Spartak Myjava         |
| 8                      | Danilo Pavlović        | 185                    | Kamnik                 |
| 9                      | Alen Šket              | 183                    | ACH Volley             |
| 10                     | Audrius Knašas         | 181                    | Raiffeisen Waldviertel |

| Attacchi vincenti | Attacchi vincenti | Attacchi vincenti | Attacchi vincenti      |
| Pos.              | Nome              | Punti             | Squadra                |
| ----------------- | ----------------- | ----------------- | ---------------------- |
| 1                 | Boris Buša        | 272               | HAOK Mladost           |
| 2                 | Ahmed Ikhbayri    | 269               | Maribor                |
| 3                 | Nikola Ǵorǵiev    | 214               | ACH Volley             |
| 4                 | Matúš Konc        | 183               | Spartak Myjava         |
| 4                 | Marino Marelić    | 183               | Aich/Dob               |
| 6                 | Ivan Zeljković    | 159               | HAOK Mladost           |
| 7                 | Jan Klobučar      | 158               | Kamnik                 |
| 8                 | Daulton Sinoski   | 154               | Raiffeisen Waldviertel |
| 9                 | Daouda Yacoubou   | 152               | VKP Bratislava         |
| 10                | Audrius Knašas    | 148               | Raiffeisen Waldviertel |
| 10                | Danilo Pavlović   | 148               | Kamnik                 |

| Muri vincenti | Muri vincenti       | Muri vincenti | Muri vincenti          |
| Pos.          | Nome                | Punti         | Squadra                |
| ------------- | ------------------- | ------------- | ---------------------- |
| 1             | Kruno Nikačević     | 56            | HAOK Mladost           |
| 2             | Nemanja Mašulović   | 42            | ACH Volley             |
| 3             | Tihomir Gajić       | 36            | HAOK Mladost           |
| 4             | Uroš Pavlović       | 34            | Maribor                |
| 4             | Michal Zeman        | 34            | Spartak Myjava         |
| 6             | Pedro Frances       | 28            | Aich/Dob               |
| 7             | Filip Mačuha        | 27            | Spartak Myjava         |
| 8             | Andrej Billich      | 26            | VKP Bratislava         |
| 9             | Miha Bregar         | 25            | Kamnik                 |
| 9             | Janž Janez Kržič    | 25            | Maribor                |
| 9             | Samuel Taylor-Parks | 25            | Raiffeisen Waldviertel |

| Battute vincenti | Battute vincenti | Battute vincenti | Battute vincenti       |
| Pos.             | Nome             | Punti            | Squadra                |
| ---------------- | ---------------- | ---------------- | ---------------------- |
| 1                | Błażej Podleśny  | 33               | Aich/Dob               |
| 2                | Ahmed Ikhbayri   | 32               | Maribor                |
| 3                | Ivan Zeljković   | 30               | HAOK Mladost           |
| 4                | Boris Buša       | 24               | HAOK Mladost           |
| 5                | Marino Marelić   | 22               | Aich/Dob               |
| 6                | Nikola Ǵorǵiev   | 21               | ACH Volley             |
| 6                | Alen Šket        | 21               | ACH Volley             |
| 8                | Janž Janez Kržič | 18               | Maribor                |
| 8                | Kruno Nikačević  | 18               | HAOK Mladost           |
| 10               | Audrius Knašas   | 16               | Raiffeisen Waldviertel |
| 10               | Danilo Pavlović  | 16               | Kamnik                 |
| 10               | Patrik Pokopec   | 16               | Spartak Myjava         |
| 10               | Diko Purić       | 16               | Kamnik                 |